# Піт ван дер Горст
Піт ван дер Горст (нід. Piet van der Horst, 25 жовтня 1903 — 18 лютого 1983) — нідерландський велогонщик.
Срібний призер Олімпійських Ігор 1928 року в командній гонці переслідування.